# Dirk Wentzel
Dirk Wentzel (* 1963) ist ein deutscher Ökonom. Er lehrt derzeit an der Hochschule Pforzheim und ist dort Inhaber des Jean Monnet Chair in European Economic Relations.

## Leben
Dirk Wentzel machte 1982 sein Abitur am Steinbart-Gymnasium in Duisburg-Stadtmitte. Er studierte von 1983 bis 1988 Volkswirtschaftslehre an der Mercator-Universität Duisburg und an der Rheinischen Friedrich Wilhelms-Universität Bonn. 1985 wurde er in die Begabtenförderung der Konrad-Adenauer-Stiftung aufgenommen. 1990 wurde er Wissenschaftlicher Mitarbeiter an der Philipps-Universität Marburg. 1994 wurde er mit der Arbeit „Die Geldordnung in der Transformation: Systemwandel, Systemwechsel, konstitutionelle Verankerung“ Summa Cum Laude promoviert.
Nach Gastdozenturen an der Lomonossow-Universität Moskau (1998), Pennsylvania State University (1999) und New York University (1999) habilitierte er sich 2001 in Marburg, erhielt die Ernennung zum Privatdozenten und die venia legendi in Volkswirtschaftslehre.
2000 bis 2002 war Wentzel Visiting Professor und Feodor-Lynen-Stipendiat  der Alexander von Humboldt-Stiftung an der Pennsylvania State University. Von 2002 bis 2003 wirkte er wieder als Privatdozent an der Universität Marburg.
2003 erhielt Dirk Wentzel einen Ruf als Professor für Volkswirtschaftslehre und Europäische Wirtschaftsbeziehungen an der Hochschule Pforzheim. Seit Juli 2005 wurde seine Professur als Jean Monnet Chair in European Economic Relations anerkannt und gefördert.
Die Forschungsschwerpunkte von Wentzel liegen in den europäischen Wirtschaftsbeziehungen und Ordnungstheorien. Wentzel ist Mitglied des Verein für Socialpolitik, der List-Gesellschaft, Marburger Gesellschaft für Ordnungsfragen der Wirtschaft und seit 2002 Mitglied im Ausschuss für Wirtschaftssysteme und Institutionenökonomik im Verein für Socialpolitik.
Dirk Wentzel ist Mitglied der katholischen Studentenverbindung K.D.St.V. Alania Bonn im CV.